# 琉子友男
琉子 友男（りゅうし ともお）は、大東文化大学スポーツ・健康科学部スポーツ科学科の教授。運動生理学、高齢者体力学が専門だが、マイナスイオンの生体影響に対する関心が強く、その関連の論文や書籍も著作している。

## 履歴
- 大阪体育大学体育学部卒
- 順天堂大学大学院体育学研究科修士課程修了
- 運動生理学、筋生理学分野で医学博士（昭和大学）の学位取得（1989年）
- 東京大学教養学部助手
- 東京都立大学大学院理学研究科身体運動科学専攻助教授
- 大東文化大学スポーツ・健康科学部スポーツ科学科の教授 - 現職

## 著書
- 小野晃・琉子友男、『高齢者の転倒予防トレーニング』、ブックハウス・エイチディ、2002
- 琉子友男・佐々木久夫、『空気マイナスイオン応用事典』、人間と歴史社、2002
- 琉子友男・佐々木久夫、『 空気マイナスイオン実用ハンドブック』、人間と歴史社、2003
- 安部孝・琉子友男（編）、『 これからの健康とスポーツの科学』（第2版）、講談社、2005
- 小野晃・琉子友男（編著）、『 テキストブック介護予防運動指導士—高齢者の体力を維持・向上させるプログラム』、ミネルヴァ書房 、2007